# روی هاوارد بک
روی هاوارد بک (انگلیسی: Roy Howard Beck) یک روزنامه‌نگار آمریکایی و تحلیلگر سیاست عمومی است که در سال ۱۹۹۷ سازمان «نامبر یو اس آ»(NumbersUSA)(سازمان کاهش مهاجرت آمریکا) را تأسیس و به‌عنوان یک رئیس در آن خدمت کرده‌است. بک سه دهه قبل از تأسیس «نامبر یو اس آ»(NumbersUSA) یک روزنامه‌نگار بود. او رئیس سابق دفتر روزنامه بوت واشینگتن دی سی است.

## زندگی‌نامه
بک فارغ‌التحصیل مدرسه روزنامه‌نگاری دانشگاه میسوری است. نیویورک تایمز به سازمان «نامبر یو اس آ»(NumbersUSA) بک نسبت داد که با فشار آوردن به سناتورهای آمریکایی لایحه مهاجرت جامع در ژوئن ۲۰۰۷ شکست داد.  او به عنوان یک معلم برای تام تانکردو، نماینده ایالات متحده در امور مهاجرت توصیف شده‌است.